# Виконт Сент-Дэвидс

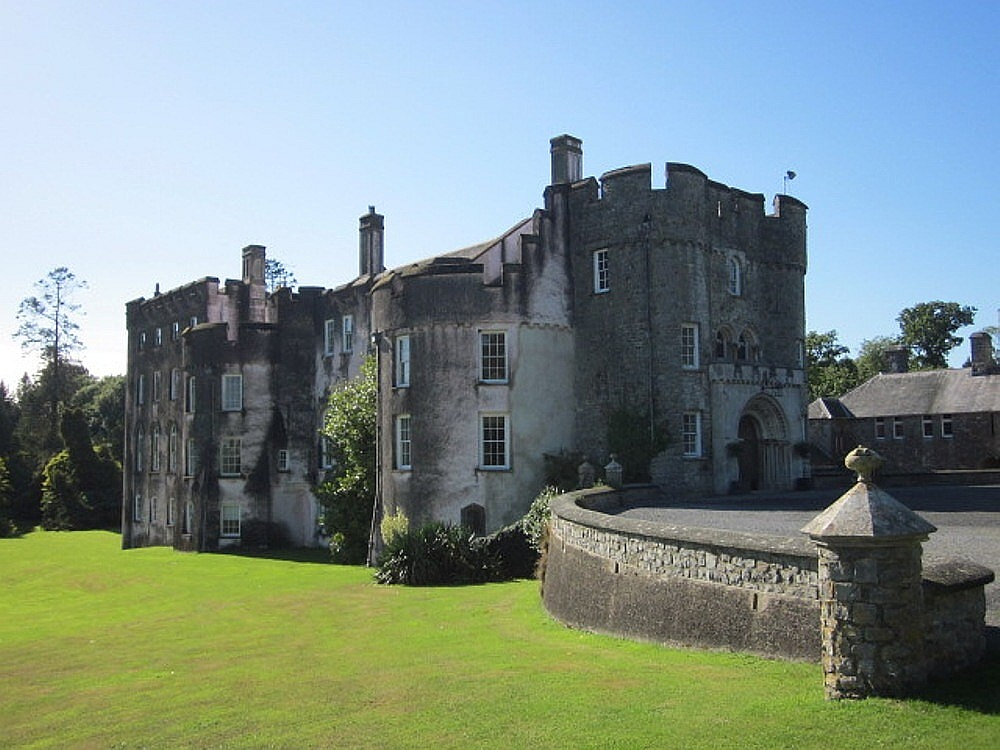
Замок Пиктон, бывшая резиденция Филиппсов, 2013 год

Виконт Сент-Дэвидс из Лидстеп-Хейвен в графстве Пембрукшир — наследственный титул в системе Пэрства Соединённого королевства.

## История
Титул виконта Сент-Дэвидса был создан 17 июня 1918 года для Джона Филиппса, 1-го барона Сент-Дэвидс (1860—1938). Семья Филиппс происходит от сэра Джона Филиппса (ум. 1629), который представлял в Палате общин Пембрукшир (1601). В 1621 году для него был создан титул баронета из замка Пиктон в графстве Пембрукшир (Баронетство Англии). Его внук, Эразмус Филиппс, 3-й баронет (1623—1697), также заседал в Палате общин от Пембрукшира (1654, 1659). Ему наследовал его сын, Джон Филиппс, 4-й баронет (ок. 1666—1737). Он представлял в Палате общин Пембрук (1695—1702) и Хаверфордуэст (1718—1722). Его сын, Эразмус Филиппс, 5-й баронет (1699—1743), заседал в Палате общин от Хаверфордуэста (1726—1743). Его сменил его младший брат, Джон Филиппс, 6-й баронет (ок. 1701—1764). Он заседал в Палате общин от Кармартена (1741—1747), Питерсфилда (1754—1761) и Пембрукшира (1761—1764).
Его сын, сэр Ричард Филиппс, 7-й баронет (1744—1823), был депутатом Палаты общин от Пембрукшира (1765—1770, 1786—1800, 1801—1812), Плимута Эрла (1774—1779) и Хаверфордуэста (1784—1786), а также служил в качестве лорда-лейтенанта Хаверфордуэста (1770—1823) и Пембрукшира (1786—1823). В 1776 году для него был создан титул барона Милфорда в системе Пэрства Ирландии. В 1823 году после его смерти титул барона Милфорда угас, а титул баронета унаследовал его дальний родственник, сэр Роуленд Перри Филиппс-Лохарн-Филиппс, 8-й баронет (1788—1832). Он был потомком Хью Филиппса, третьего сына 1-го баронета. Его сменил его младший брат, Сэр Уильям Филиппс-Лохарн-Филиппс, 9-й баронет (1794—1850). В 1857 году после смерти его сына, сэра Годвина Филиппса-Лохарна-Филиппса, 10-го баронета (1840—1857), эта ветвь семьи прервалась.
Ему наследовал его родственник, сэр Джеймс Эванс Филиппс, 11-й баронет (1793—1873). Его сын, Сэр Джеймс Эразмус Филиппс, 12-й баронет (1824—1912), был священником и служил в качестве викария Варминстера (1859—1897) и каноника Солсбери. Его сменил его старший сын, Джон Винфорд Филиппс, 13-й баронет (1860—1938), член либеральной партии, заседал в Палате общин Великобритании от Среднего Ланкашира и Пембрукшира. В 1908 году для него был создан титул барона Сент-Дэвидса из Рок-Касла в графстве Пембрукшир (Пэрство Соединённого королевства). В 1918 году он получил титул виконта Сент-Дэвидса из Лидстеп-Хейвен в графстве Пембрукшир в звании пэра Соединённого королевства. Лорд Сент-Дэвидс был вторично женат на Элизабет Фрэнсис Филиппс, 14-й баронессе Стрейндж, 15-й баронессе Хангерфор и 14-й баронессе де Молинс (1884—1974). Двое сыновей виконта Сент-Дэвидса от первого брака были убиты во время Первой мировой войны.
Виконтство унаследовал в 1938 году его сын от второго брака, Джестин Филиппс, 2-й виконт Сент-Дэвидс (1917—1991). В 1974 году после смерти своей матери он унаследовал титула барона Стрейндж, барона Хангерфорда и барона де Молинса. Его сын, Колвин Филиппс, 3-й виконт Сент-Дэвидс (1939—2009), который наследовал отцу в 1991 году, занимал пост лорда в ожидании в консервативной администрации Джона Мейджора (1992—1994) и был вице-спикером Палаты лордов (1995—1999). После принятия Акта Палаты лордов 1999 года лорд Сент-Дэвидс потерял своё место в Палате лордов.
По состоянию на 2025 год носителем титула являлся его старший сын, Родри Колвин Филиппс, 4-й виконт Сент-Дэвидс (род. 1966), который сменил своего отца в 2009 году.
- Оуэн Филиппс, 1-й барон Килсант (1863—1937), третий сын преподобного сэра Джеймса Эразмуса Филиппса, 12-го баронета, депутат Палаты общин от Пембрука и Хаверфордуэста (1906—1910) и Честера (1916—1922), лорд-лейтенант Хаверфордуэста (1924—1931). В 1923 году стал пэром, получив титул барон Килсанта
- Лоуренс Филиппс, 1-й барон Милфорд (1874—1962), шестой сын преподобного сэра Джеймса Эразмуса Филиппса, 12-го баронета. В 1939 году получил звание пэра, став бароном Милфордом.

## Баронеты Филиппс из Пиктон Касл (1621)
- 1621—1629: Сэр Джон Филиппс, 1-й баронет (ок. 1566 — 27 марта 1629), сын Моргана Филиппса (ум. 1585);
- 1629—1648: Сэр Ричард Филиппс, 2-й баронет (ок. 1594 — ок. 1648), старший сын предыдущего;
- 1648—1697: Сэр Эразмус Филиппс, 3-й баронет (ок. 1623 — 18 января 1697), сын предыдущего;
- 1697—1737: Сэр Джон Филиппс, 4-й баронет (ок. 1666 — 5 января 1737), сын предыдущего;
- 1737—1743: Сэр Эразмус Филиппс, 5-й баронет (1699 — 7 октября 1743), старший сын предыдущего;
- 1743—1764: Сэр Джон Филиппс, 6-й баронет (ок. 1701 — 23 июня 1764), младший брат предыдущего;
- 1764—1823: Сэр Ричард Филиппс, 7-й баронет (1744 — 28 ноября 1823), сын предыдущего, барон Милфорд с 1776 года.

## Бароны Милфорд (1776)
- 1776—1823: Ричард Филиппс, 1-й барон Милфорд (1744 — 28 ноября 1823), сын сэра Джона Филиппса, 6-го баронета.

## Баронеты Филиппс из Пиктон Касл (1621, продолжение)
- 1823—1832: Сэр Роуленд Перри Филиппс-Лохарн-Филиппс, 8-й баронет (январь 1788 — 23 апреля 1832), старший сын Джона Филиппса, внук Роуленда Лохарна-Филиппса, потомок Хью Филиппса, третьего сына 1-го баронета;
- 1832—1850: Сэр Уильям Филиппс-Лохарн-Филиппс, 9-й баронет (2 октября 1794 — 17 февраля 1850), младший брат предыдущего;
- 1850—1857: Сэр Годвин Филиппс-Лохарн-Филиппс, 10-й баронет (10 января 1840 — 12 февраля 1857), единственный сын предыдущего;
- 1857—1873: Сэр Джеймс Эванс Филиппс, 11-й баронет (1793 — 14 февраля 1873), старший сын Уильяма Холлингуорта Филиппса (1757—1839);
- 1873—1912: Сэр Джеймс Эразм Филиппс, 12-й баронет (23 октября 1824 — 21 февраля 1912), единственный сын сэра Джеймса Эванса Филиппса (ум. 1873), внук Уильяма Филиппса;
- 1912—1938: Сэр Джон Винфорд Филиппс, 13-й баронет (30 мая 1860 — 28 марта 1938), старший сын предыдущего, барон Сент-Дэвидс с 1908 года и виконт Сент-Дэвидс с 1918 года.

## Виконты Сент-Дэвидс (1918)
- 1918—1938: Джон Винфорд Филиппс, 1-й виконт Сент-Дэвидс (30 мая 1860 — 28 марта 1938), старший сын преподобного сэра Джеймса Эразма Филиппса, 12-го баронета (1824—1912);
- 1938—1991: Джестин Реджинальд Остин Плантагенет Филиппс, 2-й виконт Сент-Дэвидс (19 февраля 1917 — 10 июня 1991), единственный сын предыдущего от второго брака;
- 1991—2009: Колвин Джестин Джон Филиппс, 3-й виконт Сент-Дэвидс (30 января 1939 — 26 апреля 2009), единственный сын предыдущего;
- 2009 — настоящее время: Родри Колвин Филиппс, 4-й виконт Сент-Дэвидс (род. 16 сентября 1966), старший сын предыдущего;
  - Наследник: достопочтенный Роуленд Августо Джестин Эстанислао Филиппс (род. 9 апреля 1970), младший брат предыдущего.